# Cyligramma conradsi
Cyligramma conradsi is een vlinder uit de familie spinneruilen (Erebidae). De wetenschappelijke naam is voor het eerst geldig gepubliceerd in 1954 door Berio.
De soort komt voor in tropisch Afrika.